# Preeda Chullamondhol
Preeda Chullamondhol (21 de agosto de 1945 – 28 de março de 2010) é um ciclista tailandês. Representou sua nação nos Jogos Olímpicos de Verão de 1964.